# Edgar Springs
Edgar Springs és una població dels Estats Units a l'estat de Missouri. Segons el cens del 2000 tenia 190 habitants.

## Demografia
Segons el cens del 2000, Edgar Springs tenia 190 habitants, 91 habitatges, i 53 famílies. La densitat de població era de 149,7 habitants per km².
Dels 91 habitatges en un 23,1% hi vivien nens de menys de 18 anys, en un 39,6% hi vivien parelles casades, en un 13,2% dones solteres, i en un 40,7% no eren unitats familiars. En el 38,5% dels habitatges hi vivien persones soles el 24,2% de les quals corresponia a persones de 65 anys o més que vivien soles. El nombre mitjà de persones vivint en cada habitatge era de 2,09 i el nombre mitjà de persones que vivien en cada família era de 2,74.
Per edats la població es repartia de la següent manera: un 21,6% tenia menys de 18 anys, un 6,3% entre 18 i 24, un 27,9% entre 25 i 44, un 23,7% de 45 a 60 i un 20,5% 65 anys o més.
L'edat mediana era de 41 anys. Per cada 100 dones de 18 o més anys hi havia 86,3 homes.
La renda mediana per habitatge era de 30.000 $ i la renda mediana per família de 30.781 $. Els homes tenien una renda mediana de 25.625 $ mentre que les dones 20.625 $. La renda per capita de la població era de 12.672 $. Cap de les famílies i el 4,9% de la població estaven per davall del llindar de pobresa.

## Poblacions més properes
El següent diagrama mostra les poblacions més properes.